# Tube (mathématiques)
Pour les articles homonymes, voir Tube.
En géométrie, un tube est une surface orientée et paramétrée de {\displaystyle \mathbb {R} ^{3}}, généralisant les cylindres et les tores. Soit c une courbe dans l'espace {\displaystyle \mathbb {R} ^{3}} et {\displaystyle r>0}. Le tube de rayon r autour de c est la surface balayée par un cercle de rayon r tracé dans le plan normal à c. À proprement parler, un tube n'est pas une surface plongée. La paramétrisation définie ci-dessous est un plongement seulement pour des petites valeurs de r.

## Paramétrage
Supposons que l'arc c soit sans point d'inflexion et paramétré par l'abscisse curviligne. Le plan normal en {\displaystyle c(s)} est le plan vectoriel orthogonal au vecteur vitesse {\displaystyle \tau =c'}, c'est-à-dire le plan vectoriel engendré par :
- la normale unitaire {\displaystyle \nu (s)}, l'unique vecteur unitaire positivement colinéaire à {\displaystyle \tau '(s)},
- et la binormale {\displaystyle b(s)=\tau (s)\wedge \nu (s)}.

Le cercle euclidien de rayon r de centre {\displaystyle c(s)} tracé dans le plan normal est simplement paramétré par :
En faisant varier s, on obtient un paramétrage du tube de rayon r autour de c :
Si la courbe c a un rayon de courbure constamment inférieur à r, le paramétrage obtenu est régulier. Il s'agit même d'un plongement.

## Exemples

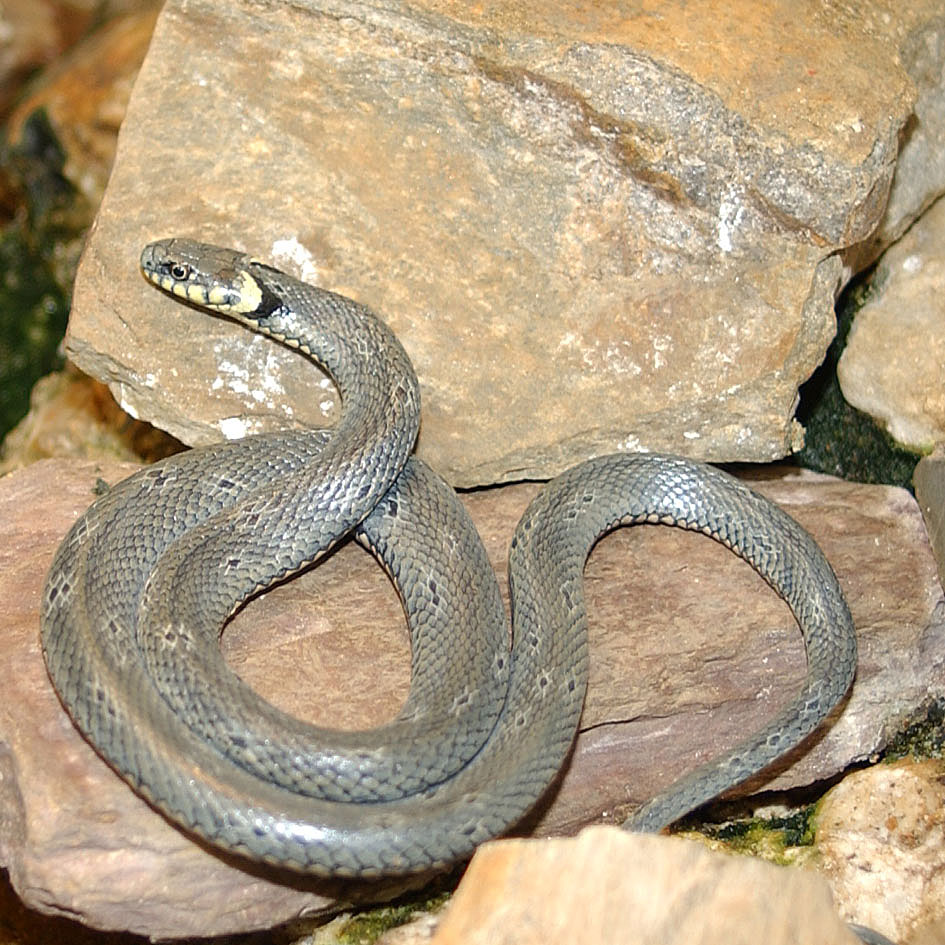
Une couleuvre est un objet réel ayant la forme d'un tube

On ne saurait s'empêcher de citer les deux exemples élémentaires suivants :
- Si c est le paramétrage d'une droite affine, id est, {\displaystyle c(s)=sV+c(0)} avec V un vecteur unitaire de {\displaystyle R^{3}}, alors le tube de rayon r autour de c est le cylindre de rayon r et d'axe de symétrie la droite {\displaystyle c(\mathbb {R} )}. Malheureusement, dans cet exemple, l'accélération est nulle et le paramétrage ci-dessus n'est pas valable.
- Si c est le paramétrage d'un cercle de rayon {\displaystyle R>r}, id est {\displaystyle c(s)=P+R\cos sV+R\sin sW} où V et W sont des vecteurs unitaires orthogonaux, le cylindre de rayon r autour de c est un tore, d'axe de symétrie de rotation {\displaystyle P+R\cdot V\wedge W}. Le paramétrage est le suivant :

- Un autre exemple est celui de l'hélicoïde cerclé.

La notion de tube ne doit pas être considérée comme une figure mathématique abstraite. Elle est seulement la représentation paramétrée idéalisée de nombreux objets réels, comme les tubes fluorescents, les pneus, ou la couleuvre. Dans le calcul du débit à travers une surface, on parle ainsi en hydraulique de « tube de courant. »

## Propriétés métriques
Les propriétés métriques des tubes sont résumés dans le tableau suivant :
| Propriété métrique          | Résultat |
| --------------------------- | --- |
| Première forme fondamentale | {\displaystyle \mathrm {d} X^{2}=\left[C^{2}+r^{2}\theta ^{2}\right]\mathrm {d} s^{2}+2r^{2}\theta \mathrm {d} s\cdot \mathrm {d} v+r^{2}\mathrm {d} v^{2}} |
| Forme d'aire                | {\displaystyle \omega =rC\mathrm {d} s\wedge \mathrm {d} v}                                                                                                 |
| Seconde forme fondamentale  | {\displaystyle \left[-\kappa \cos vC+r\theta ^{2}\right]\mathrm {d} s^{2}+r\theta \mathrm {d} s\cdot \mathrm {d} v+r\mathrm {d} v^{2}}                      |
| Courbures principales       | {\displaystyle -{\frac {\kappa }{C}}\cos(v)} et {\displaystyle {\frac {1}{r}}}                                                                              |